# 哈文斯·理查兹
约瑟夫·哈文斯·理查兹SJ（1851年11月8日—1923年6月9日）原名哈文斯·考尔斯·理查兹（Havens Cowles Richards），是美国天主教神父兼耶稣会士，以担任乔治城大学校长期间推行重大改革，大幅提升学府软硬件质量与地位闻名。理查兹出身俄亥俄州显赫家族，父亲本是美国圣公会祭司但极具争议地皈依天主教，还私下以天主教习俗为刚出生的理查兹洗禮。
1888年当上喬治城大學校長后理查兹大兴水土，建完包括加斯顿礼堂、里格斯图书馆在内的希利堂，以及达尔格伦礼拜堂。他力主把乔治城大学改造成现代化综合院校，为此强化研究生项目，扩充医学院与法学院，创办乔治城大学医院，改善天文台，聘请名师任教。美國天主教大學在同市成立后与乔治城大学关系紧张，理查兹竭力应对。他与常春藤盟校的反天主教歧视斗争，促使哈佛法学院同意招收部分耶稣会高校毕业生。
1898年卸任之际，理查兹开始在美國東北部各地耶稣会院校出任神职。1915年他当上纽约雷吉高中和罗耀拉高中校长，接下来又到康乃狄克州曼雷萨岛执掌耶稣会退修會中心。1923年，理查德在聖十字學院与世长辞。

## 早年经历

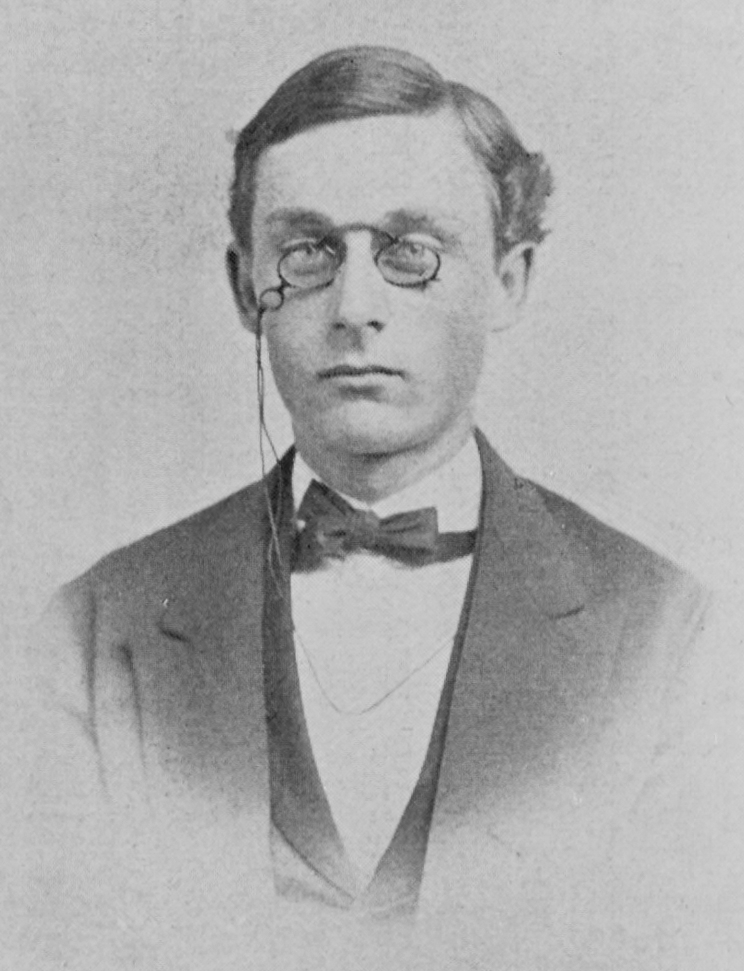
波士顿学院求学时期的理查兹

哈文斯·考尔斯·理查兹1851年11月8日生于俄亥俄州哥伦布，父亲亨利·利文斯顿·理查兹与母亲辛西娅·考尔斯1842年5月1日在俄亥俄州富兰克林县沃辛顿成婚，生有八个孩子，其中三个夭折，哈文斯是家中幼子。活下来的另外四个孩子有一人缺乏记载，另外三人分别是哈文斯的姐姐劳拉·伊莎贝拉（1843年生）、哥哥小亨利·利文斯顿（1846年生）和威廉·道格拉斯（1848年生）。
亨利·利文斯顿·理查兹是美国圣公会祭司，哥伦布圣公会教堂牧师。1852年1月25日，他在幼子哈文斯出世两个月后出乎许多人意料地皈依天主教，据称他在新奥尔良看到白人与黑奴一起到天主教堂祭坛栏杆前接受圣餐，深受感动才有此决定。卡斯帕·亨利·博格斯在哥伦布圣十字教堂为他洗禮。老亨利此后某日（具体日期不详）偷偷把尚在襁褓的哈文斯从家里带到圣十字教堂，请博格斯为孩子洗礼。孩子的母亲是圣公会徒，对丈夫与幼子“叛教”深感不安，亲属鼓动她离婚，昔日的亲朋好友也开始排斥亨利，最后他放弃神职迁居纽约打算从商，把妻儿子女交给利金县格兰维尔的老父亲照顾。辛西娅在格兰维尔追随丈夫的脚步皈依天主教，1855年9月带着孩子搬到新泽西州泽西市，次年5月14日在圣彼得教堂受洗，所有孩子后来都经过天主教洗礼。

### 先祖
理查兹出生显赫，父母祖上都能追溯到美国殖民时期。叔叔奥雷斯特斯·布朗森是天主教活动家、知识阶层。母亲祖上的詹姆斯·基尔伯恩是美国陆军上校，1812年战争期间带团在美国边境作战，创办俄亥俄州沃辛顿城，还是该州联邦众议员。
理查兹父亲的先辈不乏美國獨立戰爭军人，太公威廉·理查兹曾带兵参与斯隆戈堡之战，晋升上校后又投身邦克山戰役。威廉的先祖可追溯到詹姆斯·理查兹，据记载他1634年就住在馬薩諸塞灣殖民地普利茅斯鳗河附近。

### 教育

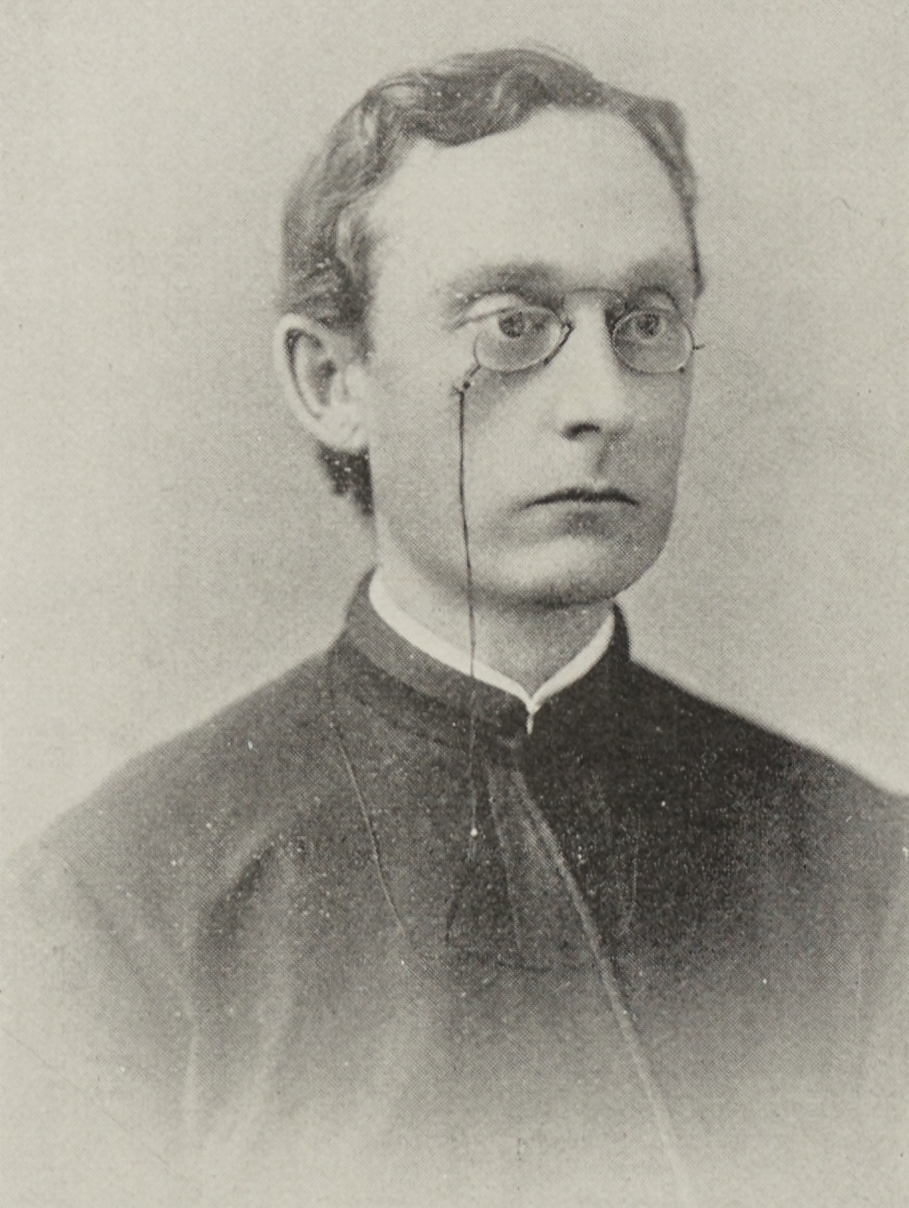
青年耶稣会士理查兹

亨利想把孩子都送到天主教学校，但时常无法做到。理查兹在泽西市上过天主教学校，也进过公立學校。他14岁时退学给父亲记帐，四年后又跟父亲前往波士顿为钢铁厂工作。
理查兹1869年9月进入波士顿学院，其他家人同年七月搬到波士顿。理查兹在该校学习三年，积极参加体育活动，加入耶稣会后于1872年8月7日前往马里兰州弗雷德里克见习。宣誓后理查兹改名约瑟夫·哈文斯·理查兹。
理查兹结束见习后于1874年到伍德斯托克学院研读四年哲学，接下来到乔治城大学担任物理学和数学教授，休假时还从事化學工作。1879和1880年夏，耶稣会省级会长派他到哈佛大学深造。1883年7月他回到伍德斯托克学院研读四年神学。理查兹的父亲病倒后，省级会长破例允许他在仅学习神学两年的情况下晋铎。1885年8月29日，巴尔的摩大主教詹姆斯·吉本斯在乔治城大学小圣堂把理查兹晋铎祭司。1887年修完神学课程后他回到弗雷德里克完成戒期。

## 乔治城大学
理查兹完成戒期正式成为耶稣会士后不久便当上喬治城大學校長，1888年8月15日取代詹姆斯·杜南上任。理查兹有心把乔治城大学建成天主教会乃至全美领先的现代化综合院校，学府位于美国首都有助于达成目标。

### 课程提升
理查兹力图消除耶稣会学府不如世俗学校的民间看法，但他主张保留《耶稣会院校学习计划》课程。他振兴乔治城大学研究生项目，为法学院开设新课程，1892年监督建造新法学院大楼。他还争取开设電機工程學、化学工程、土木工程项目，但未能实现。乔治城大学在理查兹任内首度准许毕业生戴上兜帽配合学位服，他努力聘请名师任教，如澳大利亚天文学家约翰·乔治·哈根和史密森尼学会许多知名科学家。

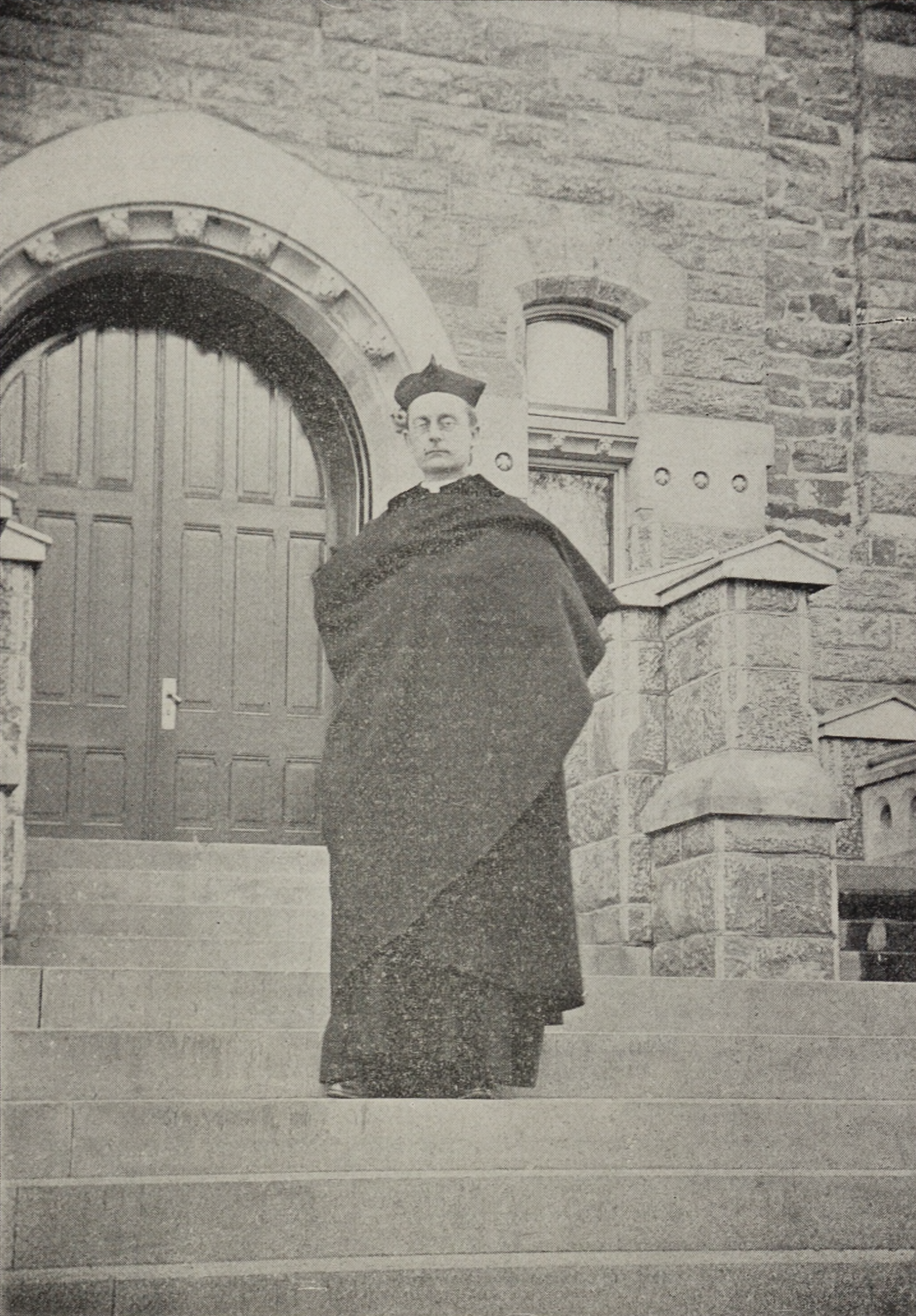
立于希利堂台阶的理查兹

艺术与科学研究生课程在1889年重新设立，一度转至波士顿、再改到伍德斯托克学院的神学与哲学课程同样回归。理查兹认为当年就不该把耶稣会神学培训转移到“半荒野”的伍德斯托克，“远离图书馆，与学术界乃至所有影响才智的事务隔绝”。
理查兹为医学院新增細菌學实验室并设实验室主任，增加解剖学、生理学、外科学讲师，改进医疗化学课程。他把课程标准化，从三年制改成四年制。医学院财产本归院系法人所有，但在理查兹任内移交乔治城大学董事会，校长从此有权任命教授。理查兹还想在医学院附近建医院，教员和捐助人对此一度兴致缺缺，但乔治城大学医院还是在1898年完工，由世俗方济各会修女运作。
美国天主教主教会议在哥伦比亚特区创办美國天主教大學，新学府与乔治城大学关系紧张，理查兹同该校首任校长约翰·基恩合作缓解局面。许多人担心美国天主教主教会议会干涉乔治城大学，事实的确如此，美国天主教大学企图掌控乔治城法学院与医学院。耶稣会总会长路易斯·马汀担心梵蒂冈出手压制乔治城大学，所以同意把两所院校拱手相让。所幸法学院与医学院教员公开抗议，天主教大学放弃计划。最终双方达成协议，天主教大学专门负责世俗神父研究生教育。

### 大兴水土

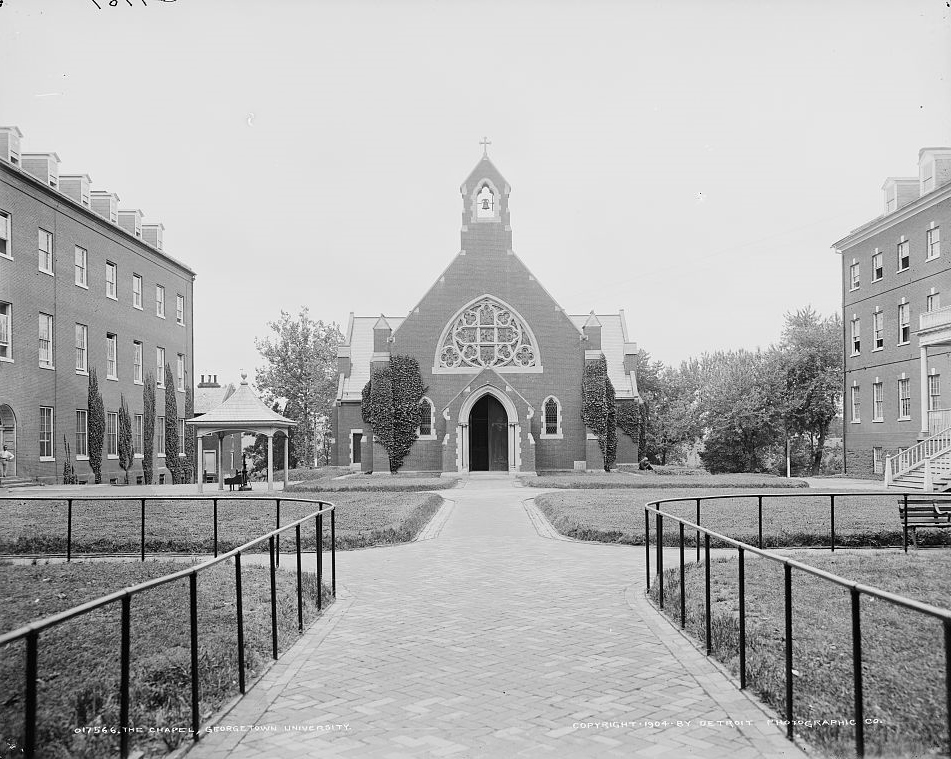
1904年左右的达尔格伦礼拜堂

前喬治城大學校長帕特里克·弗朗西斯·希利1877年开建希利堂，理查兹上任时内部仍未完工，该综合建筑便是他的首要任务，他赶在1889年2月20日学府开始为期三天的建校百年庆典前完成大部分建设。他改进希利堂的加斯顿礼堂，监督里格斯图书馆开建。理查兹改进大学天文台并请哈根负责，乔治城大学的科学地位由此提升。
1892年，社交名媛伊丽莎白·沃顿·德雷塞尔向乔治城大学捐款新建达尔格伦圣心教堂。同年理查兹取得历史学家约翰·吉尔马里·谢亚的图书馆，其中对美国天主教的记载非常详尽。理查兹的任期在1898年7月3日结束，此前两年他的健康持续恶化。约翰·惠特利继任校长。

### 常春藤盟校反天主教风气
理查兹与新教名校、特别是常春藤盟校的反天主教倾向斗争。波士顿天主教报纸《领航报》主编詹姆斯·杰弗里·罗什1893年致信哈佛大学校长查尔斯·艾略特，询问为何自动符合哈佛法学院入学资格的院校完全不包括天主教学府。《领航报》刊载艾略特的回信，称天主教高校的教学质量不如新教大学。理查兹与其他天主教教育工作者一直认为，新教高校存在反天主教歧视。
理查兹致信要求艾略特收回言论，称天主教名校毕业生在研习法律方面比其他任何学府准备更充分，随信介绍乔治城法学院课程信息。艾略特把乔治城大学、聖十字學院、波士顿学院加入自动符合学府清单。理查兹根据省级会长指示继续游说，希望把美国境内24所耶稣会高校全部纳入，但成效不彰。

## 投身神职

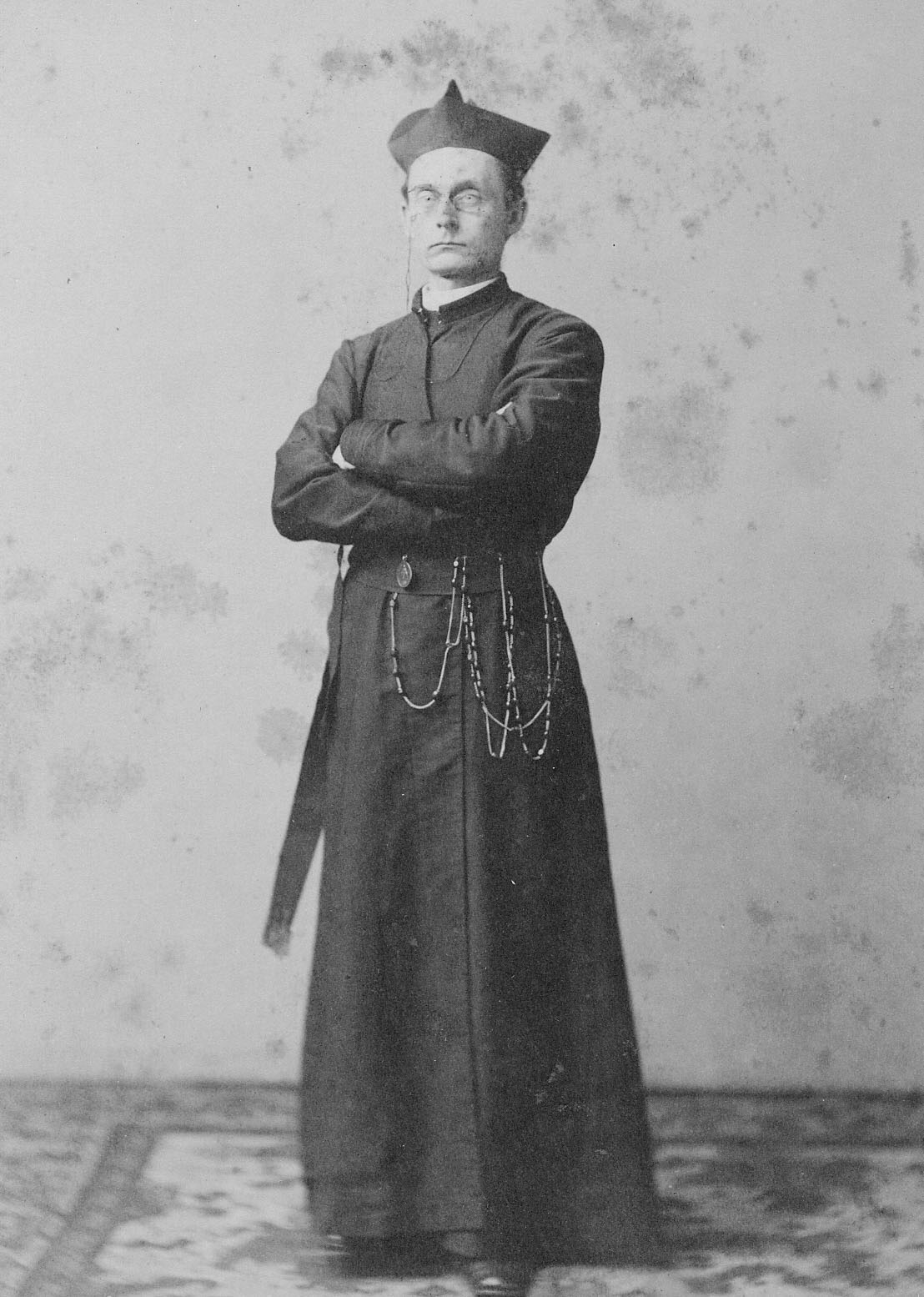
1890年的理查兹

理查兹卸任校长后回到弗雷德里克，从精神上引导耶稣会见习会士。他持续关注乔治城大学天文台，呼吁在南非新建天文台以便研究完整天空。1899年理查兹当上波士顿学院精神之父，在该校创办波士顿校友联谊会。有时他离开波士顿前往費城，或在布鲁克林区经营纽约联谊会。他还开始为纽约公共图书馆天主教著作编目，但因健康恶化中止。为改善健康状况，他1900年3月接受建议前往加利福尼亚州洛思加圖斯的耶稣会士见习区休养，但很快又因母亲去世回波士顿看望家人。
理查兹四月返回洛斯加托斯，1901年初又回到马里兰州弗雷德里克引导见习会士。1903年1月会士见习区迁至纽约州海德公园哈德逊河上圣安德鲁，理查兹随同前往。几个月后他当上庶务员，负责普莱森特瓦利的传教活动。1906年他再度调到波士顿学院担任精神之父并停留一年，1907年至1909年7月担任波士顿学院圣伊纳爵堂教长。
接下来理查兹前往纽约圣伊纳爵堂当祭司，四年后调到水牛城出任神职兼研习教长。次年他取代詹姆斯·基尔罗伊，继任纽约雷吉高中和罗耀拉高中校长，同期还当上圣伊纳爵堂牧师。理查兹年势已高，于1919年3月25日退休，两所学府的校长位置由詹姆斯·基尔罗伊接手。

## 晚年
理查兹离开纽约州，在康涅狄格州诺沃克执掌曼雷萨岛，夏季在岛上接待哈特福德总教区的耶稣会退修會学者与神父。这年剩下的时间他基本都与另外一名耶稣会士住在岛上。1921年12月理查兹调到韦斯顿学院担任精神之父与庶务员，1922年9月卸任庶务员。
理查兹1923年3月2日中風，导致语言能力受损，右侧躯体瘫痪。他住院七周后前往马萨诸塞州伍斯特的圣十字学院。6月8日他再度中风，次日与世长辞。

## 脚注
1. 1 2  Obituary: Father Joseph Havens Richards, S.J. 1924，第248頁.
2. 1 2 3  Johnson & Brown 1904，"Richards".
3. 1 2  Worthington Genealogies 1903，第184頁.
4. 1 2  Richards 1913，第239–240頁.
5. 1 2 3 4 5 6  Shea 1891，第310頁.
6. ↑  Richards 1913，第258頁.
7. ↑  Worthington Genealogies 1903，第182–184頁.
8. ↑  Richards 1891.
9. ↑  James Kilbourne.
10. ↑  Rhees 1896，第155頁.
11. ↑  Obituary: Father Joseph Havens Richards, S.J. 1924，第249頁.
12. 1 2 3 4  Obituary: Father Joseph Havens Richards, S.J. 1924，第250頁.
13. 1 2 3  Mahoney 2004，第37頁.
14. 1 2  Curran 2010，第397頁.
15. ↑  Obituary: Father Joseph Havens Richards, S.J. 1924，第250–251頁.
16. ↑  Curran 2012，第274頁.
17. 1 2 3  Curran 2012，第275頁.
18. ↑  Bender，第10頁.
19. 1 2 3 4 5  Obituary: Father Joseph Havens Richards, S.J. 1924，第253頁.
20. ↑  Richards 1896.
21. ↑  McFadden 1990，第164頁.
22. 1 2  Obituary: Father Joseph Havens Richards, S.J. 1924，第254頁.
23. ↑  Obituary: Father Joseph Havens Richards, S.J. 1924，第255頁.
24. 1 2 3  Obituary: Father Joseph Havens Richards, S.J. 1924，第255–256頁.
25. ↑  Curran 2012，第279頁.
26. ↑  Obituary: Father Joseph Havens Richards, S.J. 1924，第251頁.
27. 1 2  Obituary: Father Joseph Havens Richards, S.J. 1924，第252頁.
28. ↑  Easby-Smith 1907，第161頁.
29. ↑  Obituary: Father Joseph Havens Richards, S.J. 1924，第260頁.
30. 1 2  Obituary: Father Joseph Havens Richards, S.J. 1924，第262頁.
31. ↑  Mahoney 2004，第36頁.
32. ↑  Obituary: Father Joseph Havens Richards, S.J. 1924，第263頁.
33. ↑  Obituary: Father Joseph Havens Richards, S.J. 1924，第264頁.
34. ↑  Obituary: Father Joseph Havens Richards, S.J. 1924，第265頁.
35. 1 2 3  Obituary: Father Joseph Havens Richards, S.J. 1924，第266頁.
36. ↑  Gramatowski 2013，第20頁.
37. 1 2  Presidents of Regis.
38. 1 2  Presidents of Loyola School.
39. ↑  Andreassi 2014，第92頁.
40. ↑  Obituary: Father Joseph Havens Richards, S.J. 1924，第267頁.
41. 1 2  Obituary: Father Joseph Havens Richards, S.J. 1924，第268頁.
42. ↑  Obituary: Father Joseph Havens Richards, S.J. 1924，第268–269頁.